# Koralicowiec czerwony
Koralicowiec czerwony (Anthochaera carunculata) – gatunek ptaka z rodziny miodojadów (Meliphagidae), zamieszkujący południową część Australii. Nie jest zagrożony.

## Systematyka
Po raz pierwszy ptak został opisany w roku 1790 w Dzienniku podróży do Nowej Południowej Walii Johna White’a, choć za autora taksonomicznych opisów tego i niektórych innych gatunków w tej książce uznaje się George’a Shawa.
Wyróżnia się trzy podgatunki A. carunculata:
- A. c. carunculata (Shaw, 1790) – południowo-wschodnia Australia
- A. c. clelandi (Mathews, 1923) – Wyspa Kangura (u południowych wybrzeży Australii)
- A. c. woodwardi Mathews, 1912 – południowo-zachodnia i południowo-środkowa Australia

## Zasięg występowania
Występuje w południowo-wschodnim Queenslandzie, Nowej Południowej Walii, Wiktorii, Australii Południowej oraz w południowej i południowo-zachodniej części Australii Zachodniej.

## Morfologia

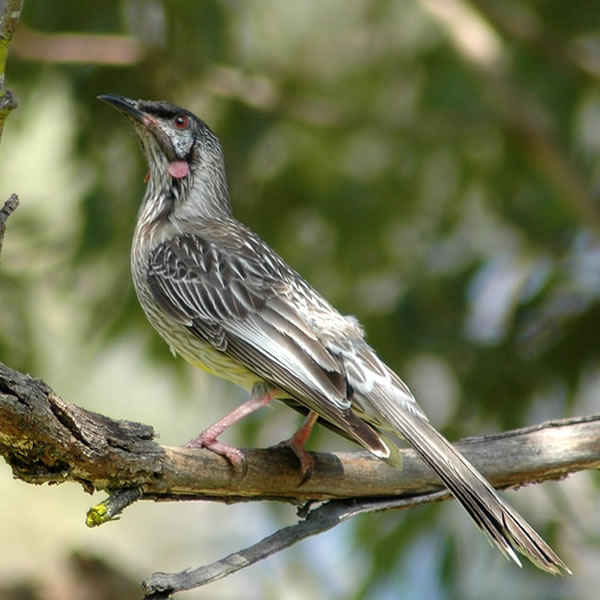
Koralicowiec czerwony

Koralicowiec czerwony jest dużym (do 35 cm), szaro-brązowym miodojadem o czerwono-brązowych oczach, charakterystycznych czerwonych koralikach po obu stronach szyi i białych plamkach na piersi i brzuchu, przechodzących w jasnożółtą plamę w okolicach ogona. Młode osobniki są mniej okazałe, mają mniejsze koraliki i brązowe oczy.

## Ekologia i zachowanie
Gatunek ten występuje w otwartych lasach, zadrzewieniach oraz blisko siedzib ludzkich. Gniazdo zbudowane jest z patyków i liści, wyścielone włosiem i korą, umiejscowione 2 do 16 metrów nad ziemią, zwykle w rozwidleniach gałęzi drzewa lub krzewu. Ptaki składają 2–3 bladoróżowe, brązowo cętkowane jaja.
Oprócz nektaru, który jest głównym pożywieniem koralicowców, ptaki jedzą jagody oraz inne owoce, a także łapią owady.

## Status
IUCN uznaje koralicowca czerwonego za gatunek najmniejszej troski (LC, Least Concern) nieprzerwanie od 1988 roku. Liczebność populacji nie została oszacowana, ale ptak ten opisywany jest jako pospolity. Trend liczebności populacji uznawany jest za stabilny.